# Label

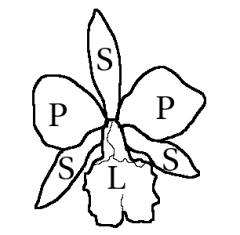
P: Pètals
S: Sèpals
L: Label

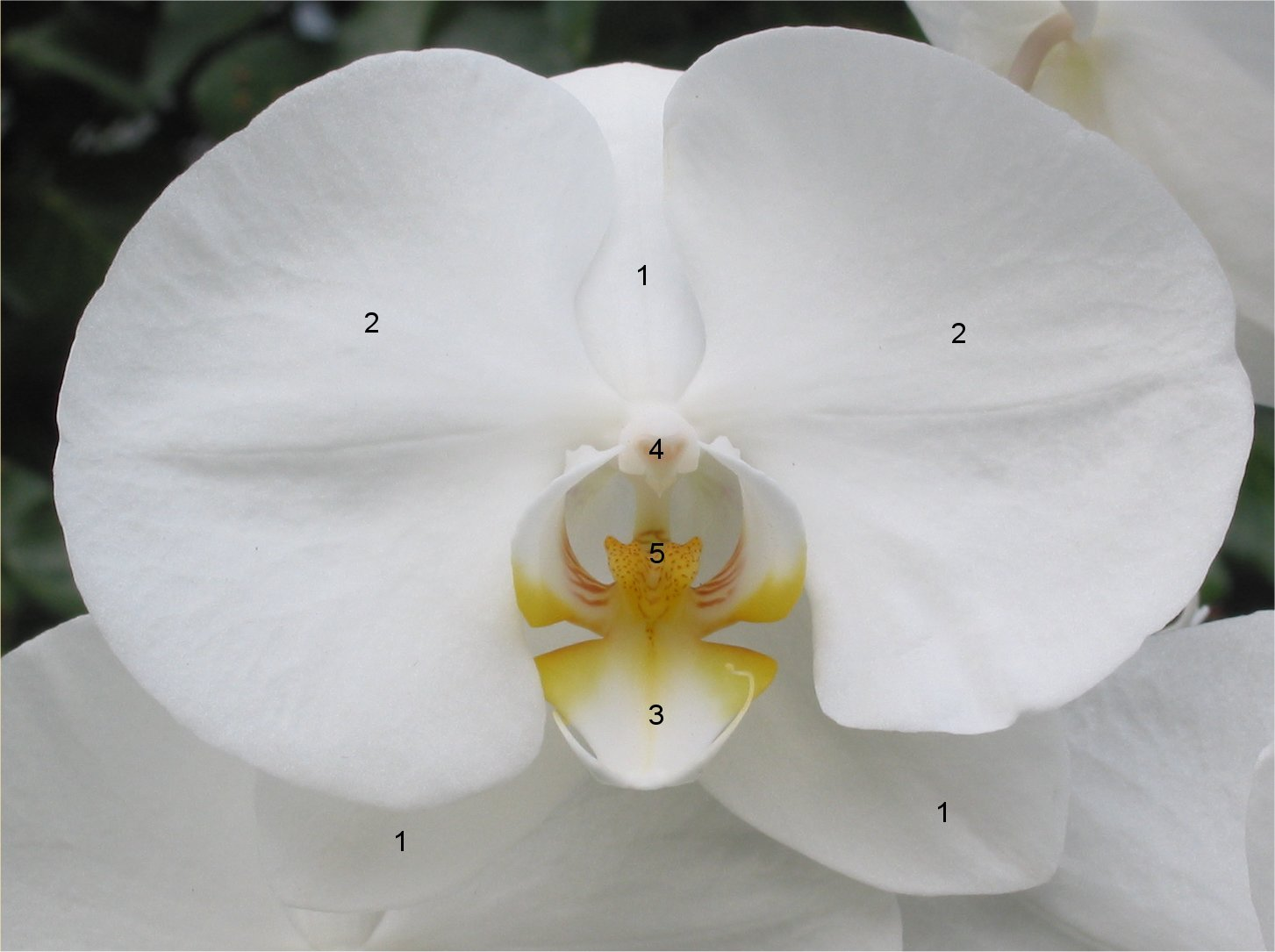
Phalaenopsis 1: periant exterior (sèpals); 2: periant interior (pètals); 3: label; 4: part posterior de tots els pol·linis; 5: estigma.

El label és una part destacada i vistosa de la flor, sobretot pròpia de les orquídies, que serveix per a atraure els insectes pol·linitzadors i que actua com una plataforma d'aterratge per a aquests insectes. El label és un pètal transformat que difereix clarament dels altres pètals per la seva mida, forma, textura, color i/o dibuix.
Els següents tàxons presenten label:
- La família Corsiaceae
- Plantes del gènere Canna (Cannaceae)
- La família del gingebre (Zingiberaceae)
- Les orquídies (Orchidaceae)

En les flors de la família Corsiaceae el label està format per un dels sèpals, mentre que el tercer pètal és el label de les orquídies.
Un comportament típic de la gran majoria de les orquídies és la resupinació, es produeix una rotació de 180 °, de manera que el label apareix a la part inferior de la flor per torsió de l'ovari o del peduncle. Aquest procés es produeix, pel que sembla, només en les orquídies. Una excepció a aquest comportament és el de l'orquídia fantasma (Epipogium aphyllum), en la qual el label es col·loca en la part superior.

## Galeria d'imatges

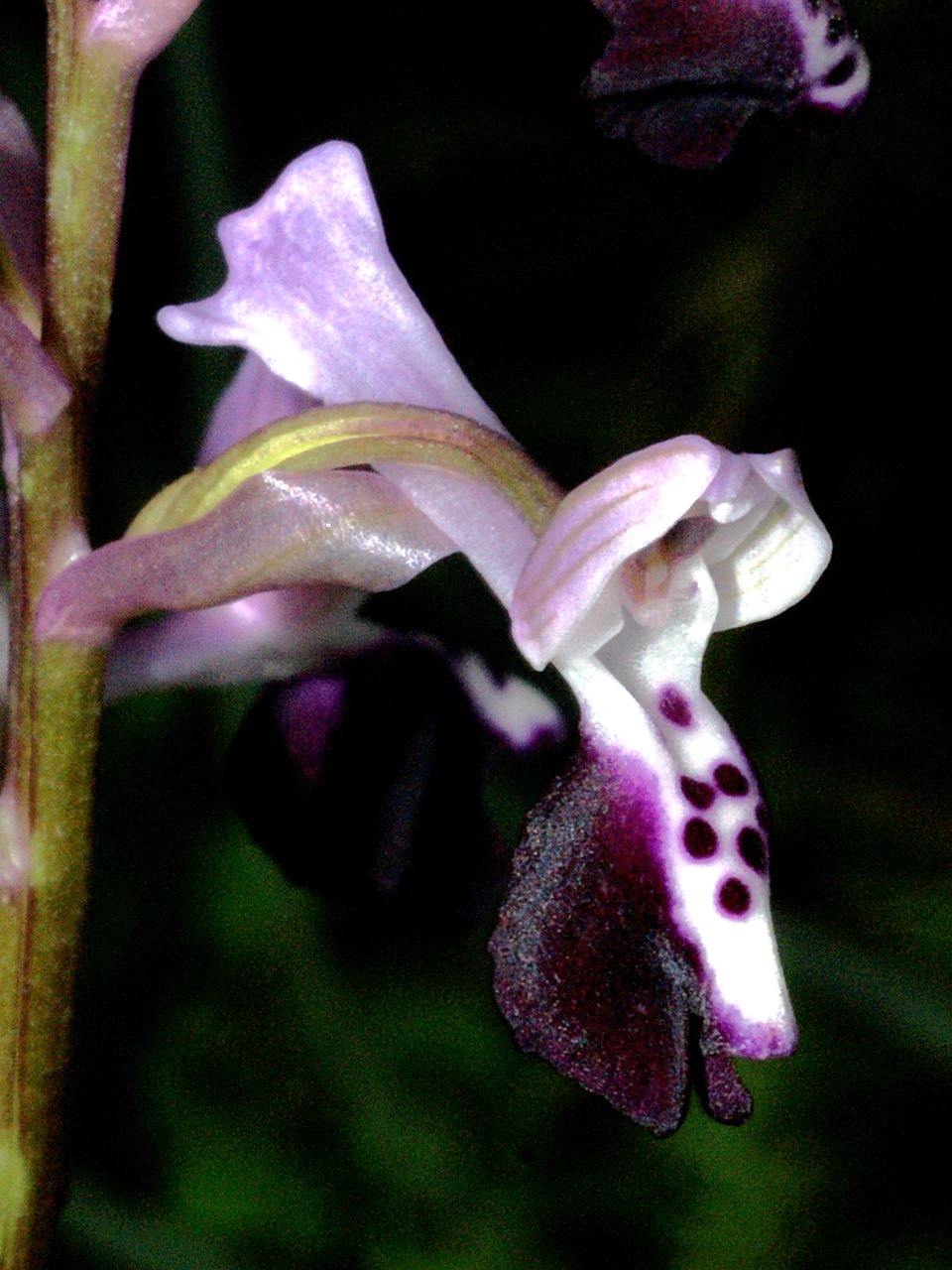
Flor d'abellera banyuda (Orchis longicornu) amb esperó.
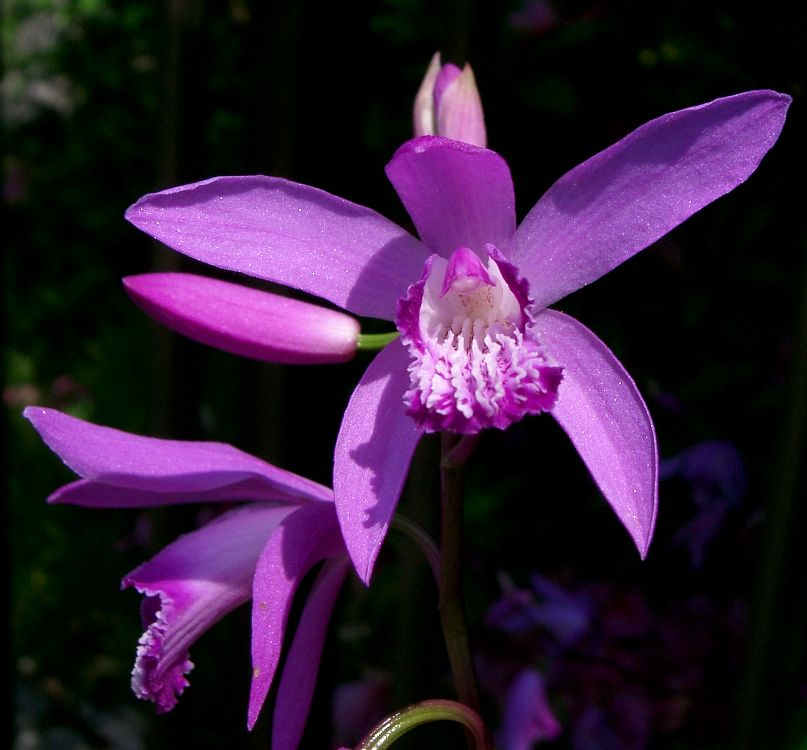
Bletilla striata amb rugositats en el label
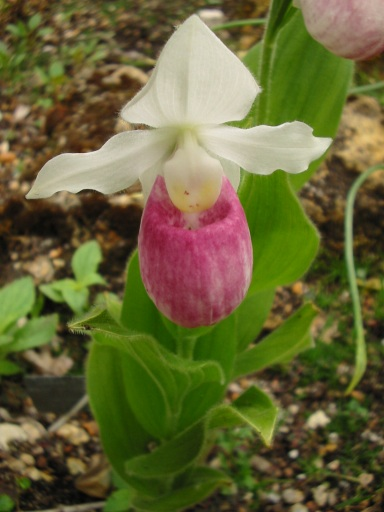
Label de Cypripedium reginae de color rosa
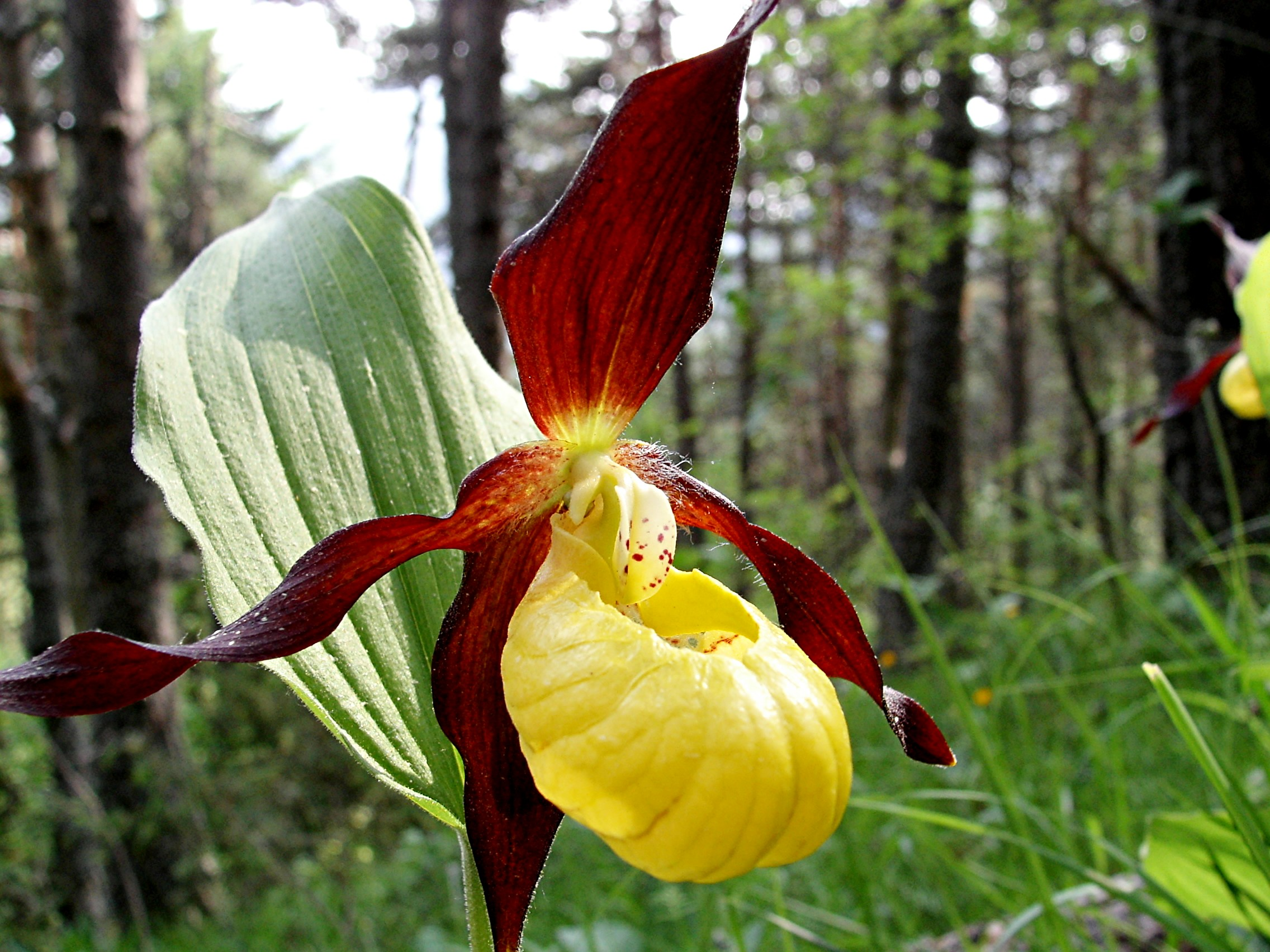
Label de sabatetes de la mare de Déu (Cypripedium calceolus)
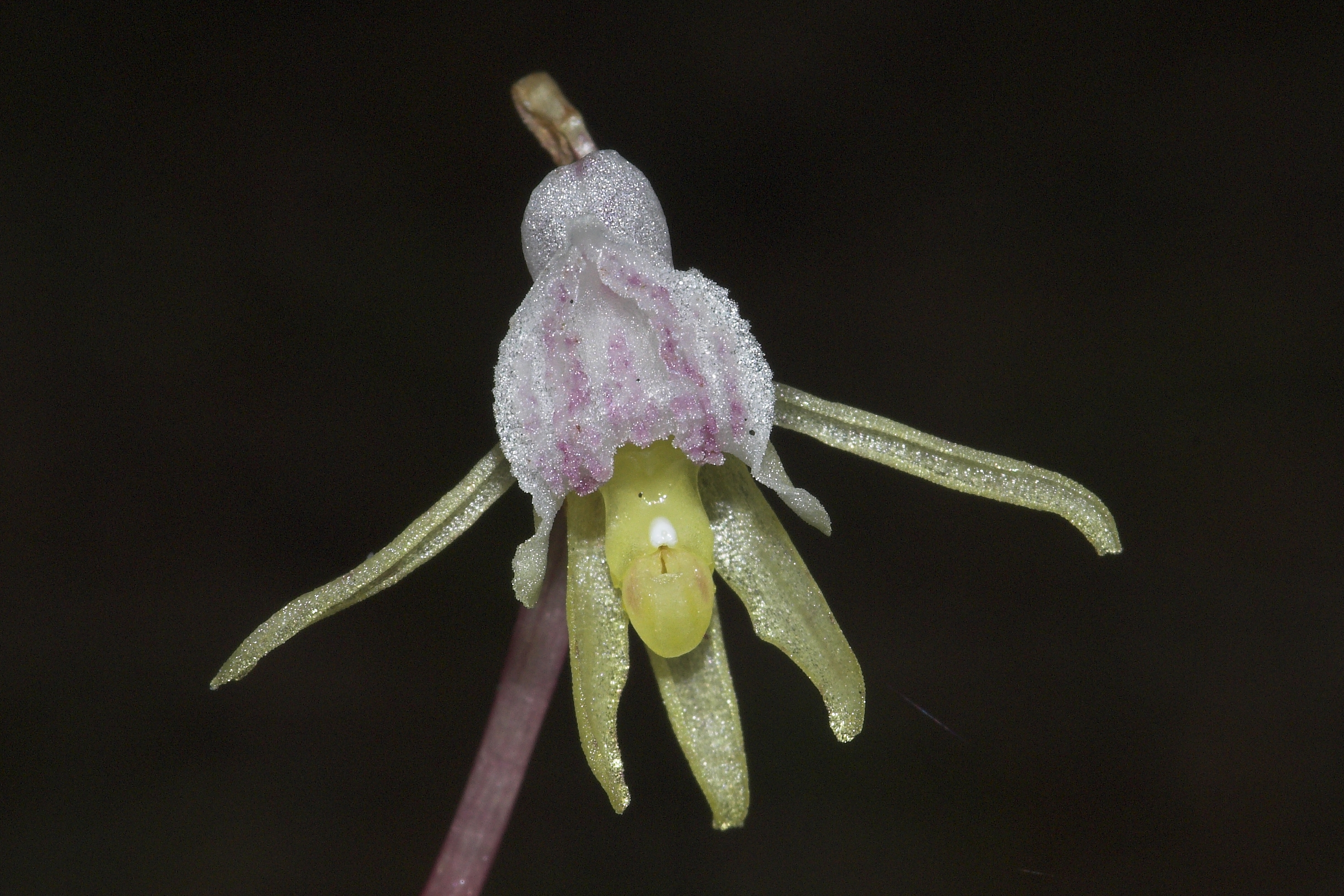
Label d’Epipogium aphyllum